# Der Krieg brachte Frieden
Der Krieg brachte Frieden ist ein deutscher Stummfilm von 1915 mit Harry Liedtke in der männlichen Hauptrolle.

## Handlung
Kern der Geschichte ist eine klassische ménage à trois, ein Mann zwischen zwei Frauen. Hertha von Reutlingen, eine Offizierstochter, liebt schon seit langem ihren Jugendfreund, den Baron von Wedell. Dieses Geheimnis vertraut sie ihrer engen Freundin Lia von Hohenstein an, die seit geraumer Zeit im Hause Reutlingen zu Besuch ist. Als der junge, gutaussehende Mann Hertha besucht, lernt er auch Lia kennen. Rasch verliebt er sich in den Hausgast, der einerseits seine Gefühle erwidert. Andererseits will Lia nicht das Glück Herthas zerstören und hält den Baron, ihren Gefühlen widerstrebend, auf Abstand. Während einer Soirée im Hause des Obersten übermannt es den liebestollen Baron, und er küsst Lia coram publico. Und diesmal lässt es die junge Adelige geschehen. In diesem Moment tritt Hertha hinzu. Schockiert muss sie die Szene mit ansehen und macht daraufhin Lia schwere Vorwürfe. Lia, für die die Freundschaft zu Hertha mehr wiegt als das Liebesglück mit Baron Wedell, wählt nun endgültig den Abstand. Sie schreibt ihm einen Brief, in dem sie die Gründe dafür erklärt.
Dann bricht im August 1914 der Krieg aus, und Wedell muss einrücken. Rasch kann er sich im Felde beweisen und gerät in so manche gefährliche Situation. Als der Feind ihm im fahrenden Auto überfällt, kann er den Angreifern entkommen. Verwundet und erschöpft kann sich Wedell zu seinen eigenen Leuten durchschlagen. Für seinen tollkühnen Einsatz wird Baron Wedell mit einer Tapferkeitsmedaille ausgezeichnet. Dennoch muss er eine Zeit lang im Lazarett verbringen, wo ihn Hertha, mittlerweile als Krankenschwester ihren patriotischen Dienst tuend, gesund pflegt. Zwar zeigt er sich ihr gegenüber dankbar, doch nennt er in seinen Fieberphantasien immer wieder Lias Namen. Hertha erkennt, dass Wedells Herz eindeutig ihrer Freundin Lia gehört und gibt ihn endgültig frei. Nach seiner Genesung bringt Hertha die beiden zusammen und vereint zwei einsame aber miteinander verbundene Herzen unter dem Weihnachtsbaum. Ihr aber bleibt das karitative Engagement für die gegen den Feind kämpfenden deutschen Soldaten.

## Produktionsnotizen
Der Krieg brachte Frieden entstand im April 1915 im Eiko-Film-Atelier in Berlin-Marienfelde. Der Dreiakter passierte im Juli 1915 die Filmzensur und wurde, wohl aufgrund der pazifistischen Tendenzen, zunächst für die Dauer des Ersten Weltkriegs, verboten. Eine Neuzensur im September 1915 hob dieses Totalverbot auf und gab den Film zur Aufführung frei. Allerdings wurde ein Jugendverbot verhängt. In Österreich-Ungarn lief der Film vermutlich zur Weihnachtszeit 1915 an.

## Zeitgeschichtliche Einordnung
Oskar Kalbus versuchte 1935, aus einer nationalsozialistischen Sichtweise, unter der Kapitelüberschrift „Feldgrauer Filmkitsch“ eine Einordnung dieses Filmgenres, das vor allem 1914 und 1915 im Deutschen Reich eine wahre Hausse erlebte. Er schreibt:

„Ein gewisser Stamm routinierter Filmfabrikanten ließ sich aber nicht ängstlich machen. Zuerst einmal ließen sie ihre mannigfaltigen Beziehungen spielen, um vom Kriegsdienst befreit zu werden, denn sie fühlten sich, eingedenk eines altrömischen Erfahrungssatzes, berufen, in der ruhigeren Heimat dem deutschen Volk mit sensationellen Treffern „panem et circensis“ zu bieten, d.h. in ihrem Sinne: Erholung und Zerstreuung, Ermunterung und Ermutigung. Alles das sollte nun das Kino bieten. Man hoffte, daß die allgemeine Freude an den Siegen unseres Heeres den Wunsch nach Mitteilsamkeit, nach ablenkenden Erlebnissen und vor allen Dingen nach Zusammenballung der Menschen im „Theater des kleinen Mannes“ zeitigen würde. So entstand über den aktuellen Filmaufnahmen von den Kriegsschauplätzen hinaus der feldgraue Filmkitsch – oder der sogenannte „patriotische“ Film der Jahre 1914/15.“

## Kritik
„Ein dramatisches Bild, dessen schön durchdachte Handlung der stimmungsvollen Weihnachtszeit gut angepaßt ist und durch interessantere Kriegsbilder gewissermaßen aktuell wirkt.“